# La Grande Vie de Jésus-Christ
La Grande Vie du Christ ou Vita Christi ou encore Meditationes Vita Christi est un ouvrage spirituel majeur de Ludolphe le Chartreux, dit de Saxe, écrit à la fin du Moyen Âge et imprimé à la fin du XVe siècle. Il inspira notamment Ignace de Loyola pour ses Exercices spirituels.

## Vita Christi
L'ouvrage, en deux parties, est composé de cent quatre-vingt-un chapitres. Dans cette Vie de Jésus-Christ, Ludolphe compile les quatre Évangiles et les Actes, mais cite aussi des auteurs chrétiens comme Origène, Ambroise de Milan, Augustin, le pape Grégoire le Grand, Hrabanus Maurus ou Bernard de Clairvaux. Chaque chapitre comprend une présentation d'une section spécifique de l'Histoire sainte, et son interprétation par un auteur ecclésiastique et une prière finale. 
Ludolphe le Chartreux aurait commencé à écrire sa Vie de Jésus – Vita D. Jesu Christi ex 4 evangeliis aliisque scriptoribus orthodoxis consinnata – entre 1324 et 1328, alors qu’il était encore dominicain, ou bien vers 1350. Celle-ci est imprimée pour la première fois en 1472 et connaît ensuite quatre-vingt-huit éditions entre 1474 et 1880, avec des traductions en six langues, dont le flamand, l'espagnol, l'italien, le catalan ou le portugais etc. Cet ouvrage semble être le premier à porter le nom de Vie de Jésus.
Ses écrits pourraient être à l'origine de la méthode de méditation des mystères du rosaire d'Adolphe d'Essen : « On ne saurait exagérer l'importance de cet ouvrage considérable qui propose, au long des 181 chapitres, la suite intégrale des mystères du Christ, depuis sa sortie du Père jusqu'à la récapitulation finale des siens dans la gloire. Ni avant, ni après Ludolphe, l'ensemble du contenu de l'Évangile ne fut offert avec cette ampleur et sous cette forme à la méditation du chrétien ». Ce livre se trouvait dans la bibliothèque de saint Ignace de Loyola lorsque celui-ci se convertit durant sa convalescence et il lut sous la plume de Ludolphe : « Au ciel, nous serons appelés jésuites par Jésus lui-même, c'est-à-dire sauvés par le Seigneur ». Certains exemplaires sont conservés à Nancy ainsi que dans la plupart des grandes bibliothèques et des bibliothèques monastiques depuis le XVe siècle.

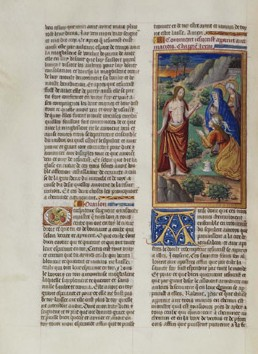
Folio d'un exemplaire du Vita Christi réalisé pour la duchesse Philippe de Gueldre offert sans doute lors de son entrée en religion

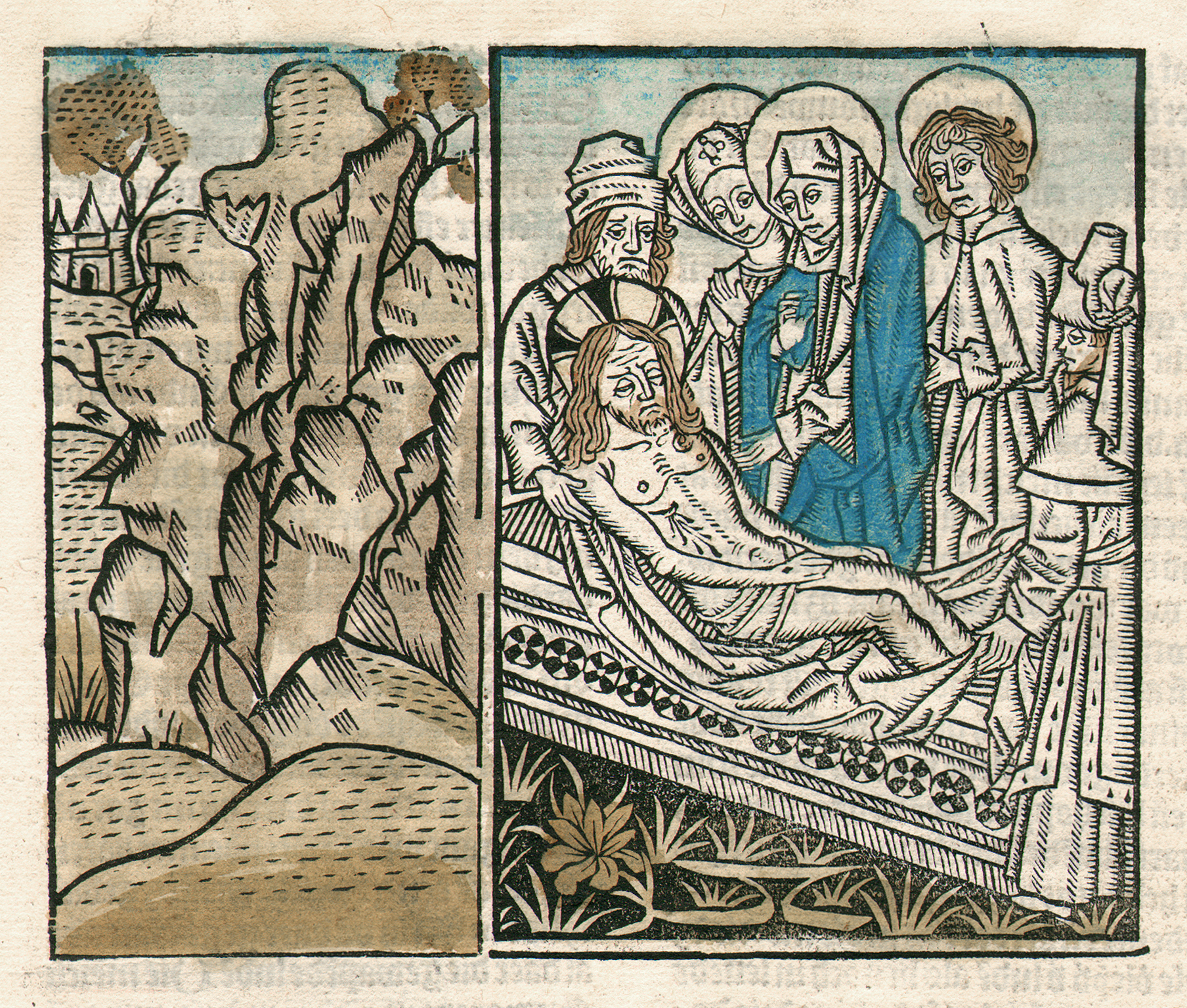
Vita Christi, Enterrement de Jésus. Gravure sur bois, aquarelle, 1487

L'autographe du livre est brûlé en 1870.

## Les différentes éditions
- La première impression date de 1472 (Paris et Cologne) puis 1474 (Strasbourg, Schlettstadt, Nuremberg 1478[8])[9]et jusqu'à 1870[10], 60 tirages, mais il existe aussi vingt-huit incunables de cette œuvre.
- L'édition française est imprimée par « Guillaume Lernenand, de l'ordre de Monseigneur Saint François », sous le titre de Grande Vie du Christ (Lyon, 1487, in-folio, souvent réimprimé), par dom Marie-Prosper Augustine (Paris, 1864) et par dom Florent Broquin, chartreux (Paris, 1883). Saint François de Sales cite souvent celle-ci, et il n'a pas cessé de la conseiller aux âmes pieuses, afin d'y trouver instruction et édification, nourriture pour l'esprit et cœur. Les dernières éditions de Paris sont de 1878 (in-folio, 1865, publié par Victor Palme – et très critiquée par Coleridge s.j. – et in-8°, 1878).

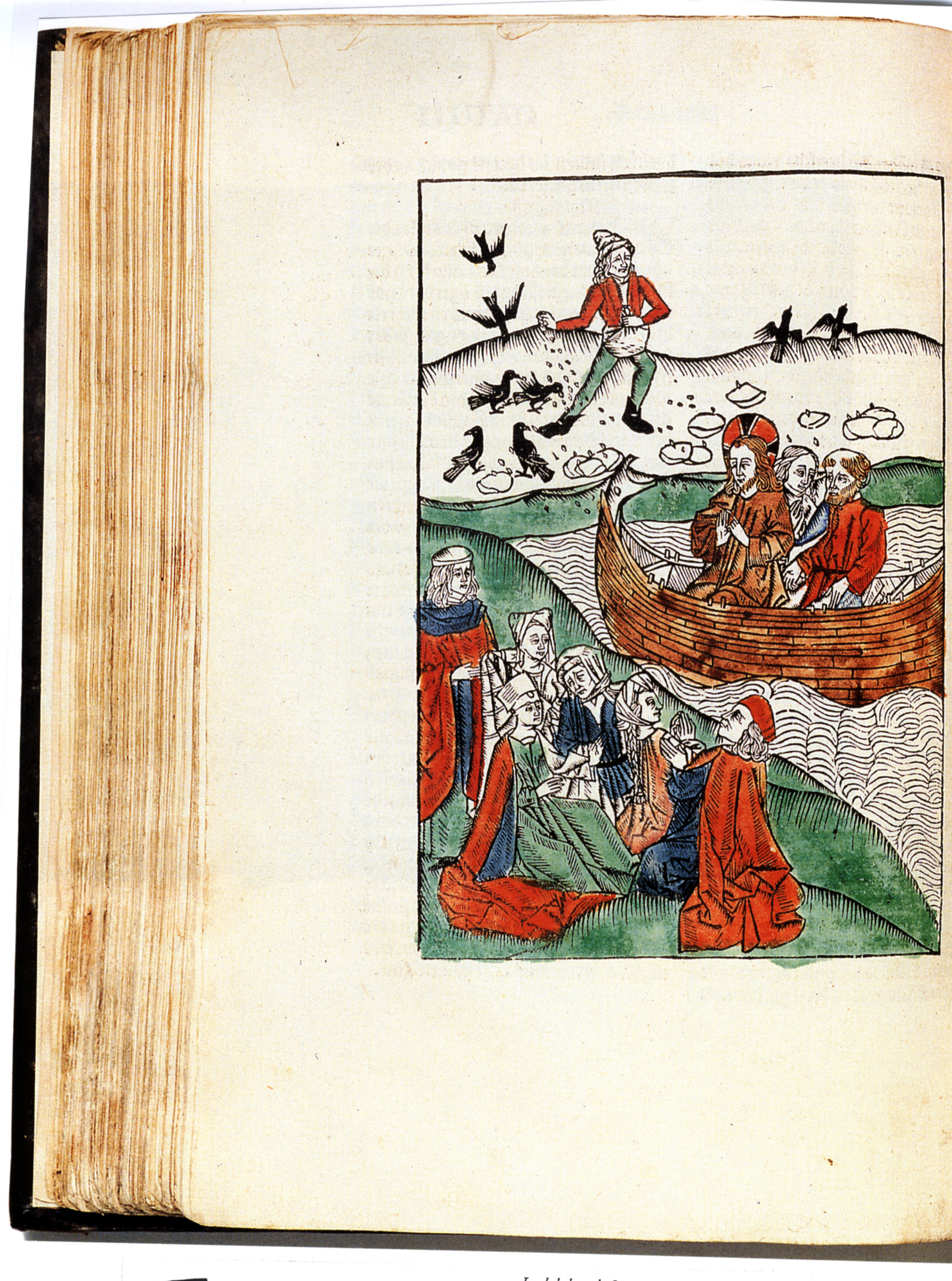
Édition illustrée de Pieter van Os, 355 feuillets, 157 illustrations en couleur du Maître Virgo inter Virgines, reliure néerlandaise de Zwolle, 20 novembre 1495

- C'est le premier livre imprimé en portugais. Il est traduit, au Portugal, par des religieux cisterciens du monastère d'Alcobaça dans la première moitié du XVe siècle, et imprimé en 1495 sur ordre de la reine Éléonore de Viseu, épouse de Jean II. L'ouvrage est imprimé par Valentin de Moravie (Valentim Fernandes), imprimeur venu en 1495 à Lisbonne, et son ami allemand, Nicolas de Saxe. La 4e partie sort des presses le 14 mai 1495, suivie des 1re, 2e et 3e parties de l'ouvrage, respectivement les 14 août, 14 septembre et 20 novembre 1495. L'ouvrage est illustré par des xylographies. Imprimé en caractères d'imprimerie gothique noirs et rouges, il est considéré comme un chef-d'œuvre de la typographie portugaise du XVe siècle[11]. Une traduction du chapitre sur la Passion sera publiée dans le dialecte alémanique.
- La traduction catalane (Valence, 1495, folio, gothique) est due à Joan Roís de Corella.

Les traductions ont plutôt été adressées aux laïcs et les éditions en latin imprimées pour les monastères et les religieux. Quelques exemplaires enluminés seront destinés aux gens riches et à la noblesse. Ignace de Loyola lut probablement la traduction en castillan, et elle influença plus tard ses méthodes de méditation de l’Évangile dans les Exercices spirituels . En 1400, la Bonaventura Ludolphiaanse Leven van Jezus est né aux Pays-Bas. Il s'agit d'une compilation de la Vita Christi et des Meditationes vitae, un pseudo Bonaventura. Écrit pour des laïcs, ce livre largement diffusé aux Pays-Bas a eu beaucoup d'influence sur la dévotion moderne. Certaines œuvres d'art se rapportent à la Vita Christi (sculpture, peinture, vitraux)
.
- Au XXe siècle, il est réédité par les éditions Delacroix.